# أرتشي تومبسون

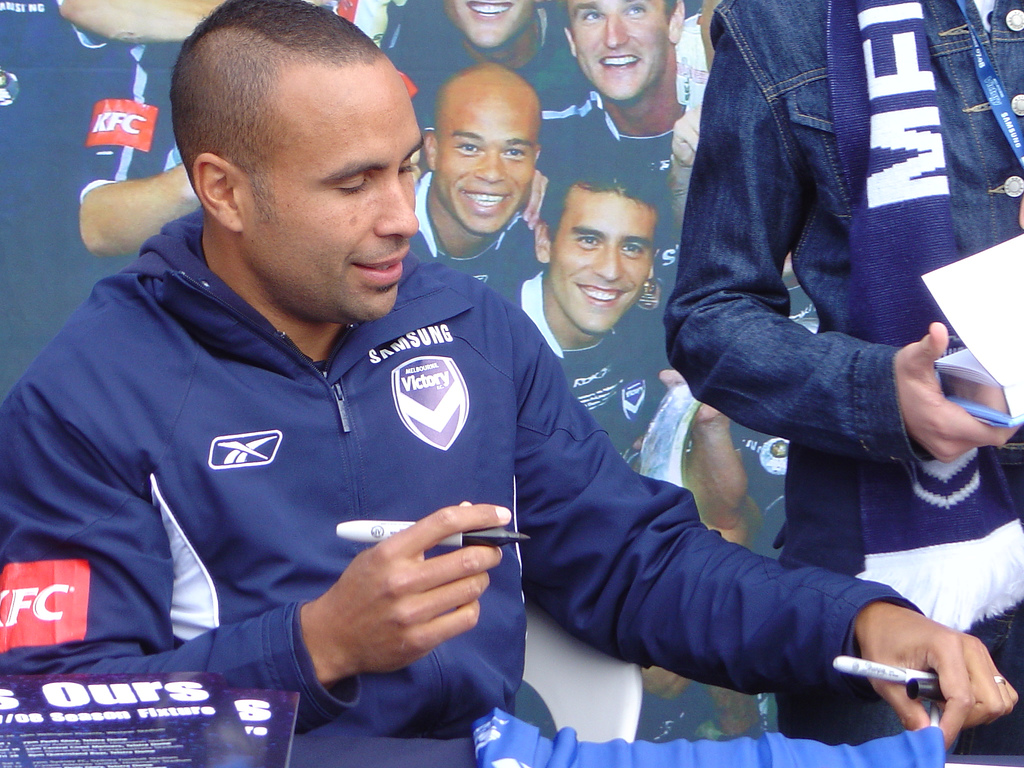
أرتشي تومبسون

أرتشيبال جيرالد تومبسون (بالإنجليزية: Archie Thompson)‏، من مواليد 1978 في أوتوروهانغا في نيوزيلندا، لاعب كرة قدم أسترالي.
يعتبر صاحب أكبر رصيد أهداف بمباراة دولية في التاريخ برصيد 13 هدفا، وذلك في عام 2001 في مباراة منتخب أستراليا ضد منتخب ساموا الأمريكية، وأنتهت النتيجة 31 هدفاَ لصالح منتخب أستراليا، في التصفيات المؤهلة لكأس العالم 2002 الخاصة بقارة أوقيانيا.
بدأ مسيرته الكروية مع نادي غيبسلاند فالكونز في عام 1996، ولعب معهم حتى عام 1998، وشارك معهم في 45 مباراة وسجل 17 هدف، وفي عام 1998 انتقل إلى نادي كارلتون، ولعب معهم حتى عام 2000، وشارك معهم في 53 مباراة وسجل 23 هدف، وفي موسم 2000/2001 لعب مع نادي ماركوني ستايلونز، وشارك معهم في 13 مباراة وسجل 6 أهداف، وفي عام 2001 انتقل إلى نادي ليرس البلجيكي، ولعب معهم حتى عام 2005، وشارك معهم في 90 مباراة وسجل 27 هدف، ومنذ عام 2006 وهو يلعب مع نادي ميلبورن فيكتوري، وقد أعير في عام 2006 إلى نادي بي أس في آيندهوفن الهولندي، ولعب معهم مباراتين.
و قد بدأ باللعب مع منتخب أستراليا لكرة القدم في عام 2001.

## روابط خارجية
- أرتشي تومبسون على موقع الاتحاد الدولي (مؤرشف)  (الإنجليزية)
- أرتشي تومبسون على موقع قاعدة بيانات كرة القدم.إي يو (الإنجليزية)
- أرتشي تومبسون على موقع ناشيونال فوتبول تيمز (الإنجليزية)
- أرتشي تومبسون على موقع Soccerway.com (الإنجليزية)
- أرتشي تومبسون على موقع عالم كرة القدم.نت (الإنجليزية)
- أرتشي تومبسون على موقع كووورة
- أرتشي تومبسون على موقع أوليمبيديا (الإنجليزية)